# Secuencias de señal de captación
Las secuencias de señal de captación (USS, del inglés Uptake signal sequences) son secuencias cortas de ADN captadas preferentemente por bacterias competentes de la familia Pasteurellaceae (por ejemplo, Haemophilus influenzae). Secuencias similares, llamadas secuencias de captación de ADN (DHE, del inglés DNA uptake sequences), se encuentran en especies de la familia Neisseriaceae (incluidas Neisseria meningitidis y Neisseria gonorrhoeae).

## Neisseria meningitidis
La transformación genética es el proceso por el cual una célula bacteriana receptora toma ADN de una célula vecina e integra este ADN en el genoma del receptor por recombinación. En la N. meningitidis, la transformación del ADN requiere la presencia de DHE corto (10-12 meros que residen en las regiones codificantes e intergénicas) del ADN del donante. El reconocimiento específico de las DHE está mediado por una pilina de tipo IV.  Se ha informado que en la N. meningitidis los DHE ocurren a una densidad significativamente mayor en genes involucrados en la reparación y recombinación del ADN (así como en la modificación-restricción y replicación) que en otros grupos de genes anotados. Estos autores propusieron que la sobrerrepresentación de las DHE en los genes de reparación y recombinación del ADN puede reflejar el beneficio de mantener la integridad de la maquinaria de reparación y recombinación del ADN al tomar preferentemente genes de mantenimiento del genoma que podrían reemplazar a sus contrapartes dañadas en el genoma de la célula receptora. La captación de tales genes podría proporcionar un mecanismo para facilitar la recuperación del daño del ADN después del estrés genotóxico. 